# The Voice UK
The Voice UK ist eine britische Gesangs-Castingshow, die von 2012 bis 2016 vom Fernsehsender BBC One und seit 2017 von ITV ausgestrahlt wird. Sie basiert auf dem Castingshow-Konzept The Voice, das erstmals Ende 2010 in den Niederlanden unter dem Titel The Voice of Holland umgesetzt wurde. Die britische Ausgabe wurde u. a. von Shed Media und Talpa Media Group produziert. Seit 2017 wird auch der Ableger The Voice Kids UK für ITV produziert, welcher ebenfalls von Emma Willis moderiert wird.

## Konzept
In den sogenannten „Blind Auditions“ müssen die Kandidaten auf einer Bühne vorsingen. Die Jurymitglieder können die Sängerin oder den Sänger zunächst nur hören, aber nicht sehen, weil sie in einem Drehstuhl mit dem Rücken zur Bühne sitzen. Sie können für einen Kandidaten stimmen, indem sie sich während seines Vortrages zu ihm umdrehen, um ihn zu sehen. Der Kandidat kommt eine Runde weiter, wenn er mindestens eine der vier Jurystimmen erhält. Unter denjenigen Jurymitgliedern, die sich für ihn umgedreht haben, wählt der Kandidat seinen Coach für die weiteren Runden.
In den „Battle Round“ singen jeweils zwei Kandidaten derselben Coachinggruppe ein Lied im Duett. Nur einer der beiden Kandidaten kommt nach Entscheidung des jeweiligen Coaches weiter.
In den Liveshows, treten die Kandidaten innerhalb ihrer Coachinggruppen gegeneinander an und werden sowohl von den Coaches als auch von den Fernsehzuschauern bewertet. Aus jeder Gruppe geht dabei ein Finalist hervor. Im Finale entscheiden einzig die Fernsehzuschauer über den Sieg. Erst hier treffen Vertreter unterschiedlicher Coaches aufeinander.

## Mitwirkende

### Moderation
| Staffel | Moderatoren      | Moderatoren  |
| ------- | ---------------- | ------------ |
| 1       | Holly Willoughby | Reggie Yates |
| 2       | Holly Willoughby | Reggie Yates |
| 3       | Emma Willis      | Marvin Humes |
| 4       | Emma Willis      | Marvin Humes |
| 5       | Emma Willis      | Marvin Humes |
| 6       | Emma Willis      | –            |
| 7       | Emma Willis      | –            |
| 8       | Emma Willis      | –            |
| 9       | Emma Willis      | –            |
| 10      | Emma Willis      | –            |

### Coaches
| Staffel | Coaches   | Coaches      | Coaches           | Coaches         |
| ------- | --------- | ------------ | ----------------- | --------------- |
| 1       | will.i.am | Tom Jones    | Daniel O’Donoghue | Jessie J        |
| 2       | will.i.am | Tom Jones    | Daniel O’Donoghue | Jessie J        |
| 3       | will.i.am | Tom Jones    | Ricky Wilson      | Kylie Minogue   |
| 4       | will.i.am | Tom Jones    | Ricky Wilson      | Rita Ora        |
| 5       | will.i.am | Paloma Faith | Ricky Wilson      | Boy George      |
| 6       | will.i.am | Tom Jones    | Gavin Rossdale    | Jennifer Hudson |
| 7       | will.i.am | Tom Jones    | Olly Murs         | Jennifer Hudson |
| 8       | will.i.am | Tom Jones    | Olly Murs         | Jennifer Hudson |
| 9       | will.i.am | Tom Jones    | Olly Murs         | Meghan Trainor  |
| 10      | will.i.am | Tom Jones    | Olly Murs         | Anne-Marie      |

## Staffeln

### Erste Staffel (2012)
Die erste Staffel der Show wurde vom 24. März bis zum 2. Juni 2012 im Fernsehen ausgestrahlt. Die Gewinnerin der ersten Staffel war Leanne Mitchell mit dem Song Run to You.
| Kandidat        | Song       | Ergebnis      | Coach            |
| --------------- | ---------- | ------------- | ---------------- |
| Leanne Mitchell | Run to You | Gewinner      | Tom Jones        |
| Tyler James     | --         | Zweiter Platz | will.i.am        |
| Bo Bruce        | --         | Zweiter Platz | Danny O’Donoghue |
| Vince Kidd      | --         | Vierter Platz | Jessie J         |

### Zweite Staffel (2013)
Die zweite Staffel der Show wurde vom 30. März bis zum 22. Juni 2013 im Fernsehen ausgestrahlt. Die Gewinnerin der zweiten Staffel ist Andrea Begley mit dem Song Angel.
| Kandidat      | Song                  | Ergebnis      | Coach            |
| ------------- | --------------------- | ------------- | ---------------- |
| Andrea Begley | Angel                 | Gewinner      | Danny O’Donoghue |
| Leah McFall   | Lovin’ You            | Zweiter Platz | will.i.am        |
| Mike Ward     | Don’t Close Your Eyes | Zweiter Platz | Tom Jones        |
| Matt Henry    | Never Too Much        | Vierter Platz | Jessie J         |

### Dritte Staffel (2014)
Die dritte Staffel startete am 11. Januar und endete am 5. April 2014 auf BBC One. Der Gewinner der dritten Staffel ist Jermaine Jackman mit dem Song And I Am Telling You (I'm Not Going).
| Kandidat        | Song                 | Ergebnis      | Coach         |
| --------------- | -------------------- | ------------- | ------------- |
| Jermain Jackman | And I Am Telling You | Gewinner      | will.i.am     |
| Christina Marie | The Power Of Love    | Zweiter Platz | Ricky Wilson  |
| Sally Barker    | Dear Darlin          | Zweiter Platz | Tom Jones     |
| Jamie Johnson   | Missing You          | Vierter Platz | Kylie Minogue |

### Vierte Staffel (2015)
Die vierte Staffel wurde vom 10. Januar bis zum 4. April 2015 auf BBC One ausgestrahlt.
Die dritte Staffel startete am 11. Januar und endete am 5. April 2014 auf BBC One. Der Gewinner der vierten Staffel ist Stevie McCrorie mit dem Song Lost Stars.
| Kandidat          | Ergebnis      | Coach        |
| ----------------- | ------------- | ------------ |
| Stevie McCrorie   | Gewinner      | Ricky Wilson |
| Lucy O’Byrne      | Zweiter Platz | will.i.am    |
| Emmanuel Namawadi | Dritter Platz | Ricky Wilson |
| Sasha Simone      | Dritter Platz | Tom Jones    |

### Fünfte Staffel (2016)
Die fünfte Staffel wurde vom 9. Januar bis zum 9. April 2016 auf BBC One ausgestrahlt. Der Gewinner wurde Kevin Simm.
| Kandidat   | Ergebnis      | Coach        |
| ---------- | ------------- | ------------ |
| Kevin Simm | Gewinner      | Ricky Wilson |
| Jolan      | Zweiter Platz | Ricky Wilson |
| Ldia Luci  | Dritter Platz | will.i.am    |
| Cody Frost | Dritter Platz | Boy George   |

### Sechste Staffel (2017)
Die sechste Staffel startete im Januar 2017. Als Coaches wurden Tom Jones, will.i.am, Gavin Rossdale und Jennifer Hudson verpflichtet. Gewinner wurde Mo Adeniran.
| Kandidat      | Ergebnis      | Coach           |
| ------------- | ------------- | --------------- |
| Mo Adeniran   | Gewinner      | Jennifer Hudson |
| Into the Ark  | Zweiter Platz | Tom Jones       |
| Jamie Miller  | Dritter Platz | Jennifer Hudson |
| Michelle John | Dritter Platz | will.i.am       |

### Siebte Staffel (2018)
Die siebte Staffel startete am 6. Januar 2018. Als Coaches wurden Tom Jones, Jennifer Hudson, Olly Murs und will.i.am verpflichtet. Siegerin wurde Ruti Olajugbagbe.
| Kandidat         | Ergebnis      | Coach           |
| ---------------- | ------------- | --------------- |
| Ruti Olajugbagbe | Gewinner      | Tom Jones       |
| Donel Mangena    | Zweiter Platz | will.i.am       |
| Belle Voici      | Dritter Platz | Jennifer Hudson |
| Lauren Bannon    | Dritter Platz | Olly Murs       |

### Achte Staffel (2019)
Die achte Staffel startete am 5. Januar 2019. Als Coaches wurden Tom Jones, Jennifer Hudson, Olly Murs und will.i.am verpflichtet. Siegerin der Staffel war Molly Hocking. Damit gewann Olly Murs zum ersten Mal als Coach,
| Kandidat            | Ergebnis      | Coach     |
| ------------------- | ------------- | --------- |
| Molly Hocking       | Gewinner      | Olly Murs |
| Deana Walmsley      | Zweiter Platz | Tom Jones |
| Bethzienna Williams | Dritter Platz | Tom Jones |
| Jimmy Balito        | Dritter Platz | Olly Murs |

### Neunte Staffel (2020)
Die neunte Staffel startete am 4. Januar 2020. Als Coaches wurden Tom Jones, Meghan Trainor, Olly Murs und will.i.am verpflichtet. Siegerin war Blessing Chitapa. Sie war die erste Sängerin, die außerhalb des Vereinigten Königreichs geboren war. Ihr Geburtsland ist Simbabwe.
| Kandidat         | Ergebnis      | Coach          |
| ---------------- | ------------- | -------------- |
| Blessing Chitapa | Gewinner      | Olly Murs      |
| Jonny Brooks     | Zweiter Platz | Tom Jones      |
| Gevanni Hutton   | Dritter Platz | Will.i.am      |
| Brooke Scullion  | Dritter Platz | Meghan Trainor |